# Papieska elekcja 1285
Papieska elekcja 1 – 2 kwietnia 1285 – odbyła się po śmierci papieża Marcina IV i zakończyła wyborem na jego następcę Honoriusza IV.

## Lista uczestników
Papież Marcin IV zmarł 28 marca 1285 w Perugii. W chwili jego śmierci Kolegium Kardynałów liczyło osiemnastu członków. W elekcji brało udział piętnastu z nich, w tym dziesięciu Włochów, trzech Francuzów, Hiszpan i Anglik:
- Ordoño Alvares (nominacja kardynalska: 12 marca 1278)  – kardynał biskup Tusculum; prymas Świętego Kolegium Kardynałów
- Bentivenga da Bentivengi OFM (12 marca 1278) – kardynał biskup Albano; penitencjariusz większy
- Latino Malabranca Orsini OP (12 marca 1278) – kardynał biskup Ostia e Velletri
- Girolamo Masci OFM (12 marca 1278) – kardynał biskup Palestriny
- Ancher Pantaleon (31 maja 1262) – kardynał prezbiter S. Prassede; protoprezbiter Świętego Kolegium Kardynałów
- Hugh of Evesham (12 kwietnia 1281) – kardynał prezbiter S. Lorenzo in Lucina
- Gervais Jeancolet de Clinchamp (12 kwietnia 1281) – kardynał prezbiter Ss. Silvestro e Martino
- Conte Casate (12 kwietnia 1281) – kardynał prezbiter Ss. Marcellino e Pietro
- Geoffroy de Bar (12 kwietnia 1281) – kardynał prezbiter S. Susanna
- Giacomo Savelli (24 grudnia 1261) – kardynał diakon S. Maria in Cosmedin; komendatariusz kościoła prezbiterialnego S. Anastasia; protodiakon Świętego Kolegium Kardynałów
- Goffredo da Alatri (24 grudnia 1261) – kardynał diakon S. Giorgio in Velabro
- Matteo Orsini Rosso (31 maja 1262) – kardynał diakon S. Maria in Portico; archiprezbiter bazyliki watykańskiej
- Giordano Orsini (12 marca 1278) – kardynał diakon S. Eustachio
- Giacomo Colonna (12 marca 1278) – kardynał diakon S. Maria in Via Lata; komendatariusz kościoła prezbiterialnego S. Marcello i diakonii S. Maria in Aquiro
- Benedetto Caetani (12 kwietnia 1281) – kardynał diakon S. Nicola in Carcere Tulliano

Sześciu elektorów mianował papież Mikołaj III, pięciu Marcin IV, a czterech Urban IV.

### Nieobecni
Trzech kardynałów było nieobecnych w Perugii (Włoch nominowany przez Mikołaja III i dwóch Francuzów mianowanych przez Marcina IV):
- Gerardo Bianchi (12 marca 1278) – kardynał biskup Sabiny; legat papieski w królestwie Sycylii
- Bernard de Languissel (12 kwietnia 1281) – kardynał biskup Porto e Santa Rufina; legat papieski w Lombardii i Toskanii
- Jean Cholet (12 kwietnia 1281) – kardynał prezbiter S. Cecilia; legat papieski we Francji

## Wybór Honoriusza IV
1 kwietnia, trzy dni po śmierci Marcina IV kardynałowie zebrali się w pałacu biskupim w Perugii celem wyboru jego następcy. Po wstępnych konsultacjach 2 kwietnia przystąpiono do pierwszego głosowania, które zakończyło się jednomyślnym wyborem 75-letniego kardynała Giacomo Savelliego, protodiakona S. Maria in Cosmedin. Elekt przybrał imię Honoriusz IV. Ponieważ był on rodowitym rzymianinem, jego wybór został przywitany w Wiecznym Mieście z wielką radością, tym bardziej że jego poprzednik był Francuzem.
Nowy papież niezwłocznie po wyborze udał się z Perugii do Rzymu. Tam 19 maja przyjął święcenia kapłańskie, a następnego dnia został konsekrowany na biskupa i kornowany przez biskupa Ostii Latino Malabrancę Orsiniego.